# Félix Gaudissart
Félix Gaudissart, né en 1792 ou 1796, est un personnage de La Comédie humaine d'Honoré de Balzac. Il a vingt-deux ans lorsqu'il apparaît dans César Birotteau, en 1818.

## Chronologie de Félix Gaudissart
- En 1816, il avait été compromis dans une conspiration bonapartiste au moment des Cent-Jours, et il ne doit son salut qu'à l'intervention du juge Popinot. Sans doute sous l'effet de la boisson, il a tenu des propos imprudents contre les Bourbons au Café David. Dénoncé par le père Canquoëlle, (alias Peyrade), il a été arrêté puis relâché grâce au juge Popinot.
- En 1818, dans Histoire de la grandeur et de la décadence de César Birotteau, il est considéré comme le plus habile commis-voyageur de Paris. Par reconnaissance pour son oncle le juge Popinot, il se met au service d'Anselme Popinot dont il commercialise avec succès « l'huile céphalique » à grand renfort de « réclame ». À la même époque, il participe avec Andoche Finot à la pendaison de crémaillère d'Anselme.
- En 1827, dans L'Illustre Gaudissart, il se prétend commissionnaire en articles de mode et achète très cher des fleurs artificielles pour la comtesse Honorine de Bauvan, femme d'Octave de Bauvan (voir Honorine).
- En 1830, toujours dans le même roman, il est commissionnaire en chapeaux. Après une ruine passagère à laquelle le comte Anselme Popinot a remédié, et l'échec d'un théâtre, Gaudissart se lance dans l'assurance.
- En 1831, après avoir trempé dans des affaires de carbonari, de passage à Vouvray (Indre-et-Loire), il est mystifié par un marchand de vin, Margaritis, qui lui vend du vent (et non du vin)[1].
- En 1834, dans Le Cousin Pons, sa compagnie de théâtre devient enfin florissante, mais dès 1845, dans le même roman, on lui annonce que son ami Sylvain Pons est au plus mal, c'est madame Cibot, la portière de Pons, qui lui transmet les très mauvaises nouvelles. Après la mort de Sylvain Pons, Gaudissart reçoit la visite de Wilhelm Schmucke, héritier des biens de Pons. Il lui conseille de transiger avec la rapace famille Camusot de Marville, parents du cousin Pons.
- En 1846, devenu millionnaire et directeur d'une compagnie de chemins de fer, il fonde la banque Gaudissart. Son ami, le comte Anselme Popinot, cherche à le marier avec une demoiselle Hannequin.